# Rectoria de la Marina Alta
La Rectoria de la Marina Alta és una subcomarca històrica situada al centre de la Marina Alta, al País Valencià.

## Geografia
Es tracta de cinc pobles situats tots al marge esquerre del riu Girona, que crea una vall de suaus relleus encaixonada entre la serra de Segària i la serra del Migdia al nord, l'interior muntanyenc anomenat les Valls a l'oest, i la plana d'Ondara i del Verger a l'est. Els altres pobles de la vall —Orba, Benidoleig i Beniarbeig— en resten fora, ja que la rectoria fou una creació política i no fa referència, com altres subcomarques, a l'orografia.

## Etimologia
Deu el seu nom al desmembrament de l'antiga Rectoria de Dénia per tal d'abastir amb rectors efectivament totes les poblacions de l'antic Marquesat de Dénia. Açò dugué a la necessitat de crear rectories més petites, que, mentre a les poblacions més grans equivalia a una única parròquia, a les més petites de l'alta vall del riu Girona n'abastava diverses. És, lògicament, una divisió religiosa que ja no existeix i no es reflecteix en la divisió administrativa, però que ha deixat el nom intacte fins hui en dia.

## Municipis
Els pobles de la Rectoria són:
- Sanet i els Negrals
- Benimeli
- El Ràfol d'Almúnia
- Sagra
- Tormos

## Paratges d'interès
- Església de Santa Anna, SANET I NEGRALS: https://www.facebook.com/ParroquiaSantaAnaSanetyNegrals
- La Senyoria, SANET I NEGRALS.
- Església de Sant Andreu, BENIMELI: https://www.facebook.com/ParroquiaSanAndresApostolBenimeli
- Església de Sant Francesc, EL RÀFOL D'Almúnia: https://www.facebook.com/ParroquiaSanFranciscodePaulaRafoldeAlmunia
- Església de Sant Sebastià, SAGRA: https://www.facebook.com/ParroquiaSanSebastianMartirSagra
- Plaça de les Fonts, SAGRA.
- Fonts del Mortit, SAGRA.
- Església de Sant Lluís, TORMOS: https://www.facebook.com/pages/Parr%C3%B2quia-Sant-Llu%C3%ADs-Bertran-de-Tormos/1698032853748949?tab=page_info&view
- Brollador de la Bolata, TORMOS.